# Meteorologia sinottica

La tempesta denominata "Adrian" o anche "Vaia" del 29 ottobre 2018 ripresa dal satellite EUMETSAT

Con il termine meteorologia sinottica (dal greco sinossi che significa sguardo d'insieme) si intende quella branca della meteorologia che si occupa dell'analisi e della prognosi dell'atmosfera terrestre in riferimento al tempo meteorologico a scala sinottica cioè della dinamica della circolazione atmosferica su vasta scala (fino a qualche migliaia di km).

## Descrizione

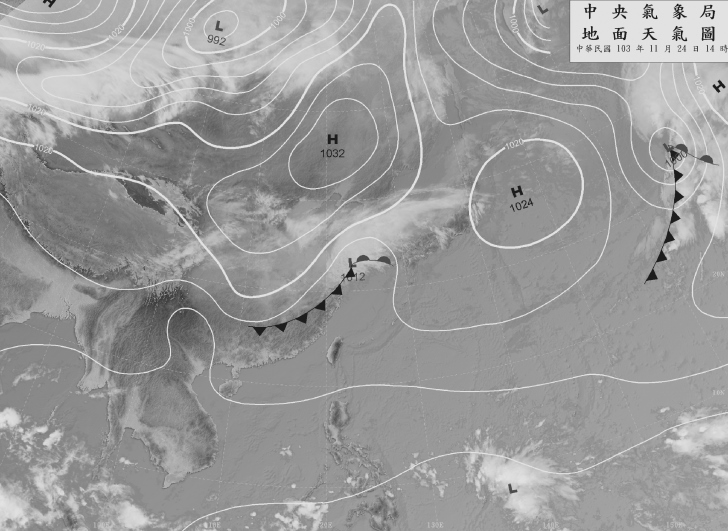
Carta meteorologica di pressione a scala sinottica

Essa fa ampio uso di tecniche empiriche di analisi delle carte meteorologiche relative al campo di pressione atmosferica (isobare) e a quelle affini di geopotenziale a varie quote altimetriche studiando la disposizione e l'evoluzione probabile delle principali figure bariche (anticicloni, cicloni, vortice polare) e le correnti d'aria ad esse associate. Se le analisi sinottiche servono ad interpretare la situazione atmosferica attuale, le prognosi ricavate, tipicamente a livello qualitativo o semiquantitativo rinunciando ai dettagli, raggiungono l'arco temporale delle due settimane e sono utilizzate per ricavare informazioni di tendenza sulla circolazione atmosferica collocandosi dunque a metà tra le prognosi fornite dai modelli matematici a breve scadenza (fino a 6 giorni), le analisi teleconnettive di più lunga scadenza e le previsioni stagionali. 
Prima dell'avvento di modelli numerici ed il raggiungimento della loro attuale buona affidabilità, tale analisi rappresentava il metodo principale di studio e prognosi del tempo atmosferico anche a breve scadenza laddove si evidenziava la bravura e l'esperienza del meteorologo nel distinguere situazioni atmosferiche simili, le differenze e i loro dettagli più spinti (metodo delle analogie).